# ドニエプルの赤い罌粟
『ドニエプルの赤い罌粟』（ドニエプルのあかいけし）は宝塚歌劇団のミュージカル作品。花組公演。形式名は「バウ・ロマンス」。本公演は第1幕第7場、第2幕第13場。作・演出は大関弘政。

## 公演期間と公演場所
- 1992年1月2日 - 1月12日　宝塚バウホール (1/8は休演)

## スタッフ
- 作・演出：大関弘政
- 作曲・編曲：中元清純
- 編曲：小高根凡平
- 編曲：鞍富真一
- 振付：山田卓
- 装置：石濱日出雄
- 装置：関谷敏昭
- 衣装：静間潮太郎
- 照明：今井直次
- 演出補：石田昌也
- 舞台進行：山崎芳雄
- 録音演奏：宝塚ニューサウンズ
- 音楽制作：野村修
- 製作：細川勝幸
- 制作：市橋信男
- 制作・著作：宝塚歌劇団
- 主催：宝塚企画

## 主な配役
- アレクサンドル(コサックの青年) - 真矢みき
- ニコラーエフ(アレクサンドルの弟) - 愛華みれ
- ヨアンナ(ポーランド総督の令嬢) - 月影瞳
- カンチ(アレクサンドルの許婚者) - 妃宮玲子
- シフ(コサック隊長。アレクサンドルの父) - 磯野千尋
- ヴェラ(シフの妻) - 霧原翔子
- ジグモンド(ヨアンナの兄)／コサックの男 - 匠ひびき
- 総督(ヨアンナの父) - 鷹月笙
- ウィンニッカ(ヨアンナの母) - 朝風ゆき
- 団長(コサック軍人)／酒場の主人 - 宝樹芽里
- ウオィチック(ポーランド軍中尉)／コサックの男 - 夏城令
- リコドミラ(ヨアンナの侍女) - 萌水せりか
- 神学生／ポーランド士官／コサックの男 - 姿月あさと
- 神学生／ポーランド士官／コサックの男 - 初風緑
- 神学生／ポーランド士官／コサックの男 - 舞央つばさ
- 神学生／ポーランド士官／コサックの男 - 伊吹和
- 神学生／ポーランド士官／コサックの男／行商人 - 真由華れお
- 御者／僧侶／ポーランド士官／コサックの男 - 四季香
- 客の男／僧侶／ポーランド士官／コサックの男 - 沙加美怜
- 客の男／僧侶／ポーランド士官／コサックの男 - 亜衣雅
- 村の娘／貴婦人／ヴェラ - 霧原翔子
- 村の娘／貴婦人／コサックの娘 - 翔つかさ
- 村の娘／貴婦人／コサックの娘 - 扇千尋
- 村の娘／貴婦人／コサックの娘 - 諸鳥あい
- 村の娘／貴婦人／コサックの娘 - 浜汐花
- 村の娘／貴婦人／コサックの娘 - 真園ありす
- 村の娘／貴婦人／コサックの娘 - 秋吉あかね
- 村の娘／貴婦人／グリンスカヤ - 音木美香
- 村の娘／貴婦人／コサックの娘 - 毬愛ひとみ